# Municipio de Jalapa
Municipio de Jalapa är en kommun i Guatemala.   Den ligger i departementet Departamento de Jalapa, i den centrala delen av landet, 60 km öster om huvudstaden Guatemala City. Antalet invånare är 809 206.